# Gare d’Épluches
Gare d’Épluches vasútállomás Franciaországban, Saint-Ouen-l’Aumône településen.

## Vasútvonalak
Az állomást az alábbi vasútvonalak érintik:
- Pierrelaye-Creil-vasútvonal

## Kapcsolódó állomások
A vasútállomáshoz az alábbi állomások vannak a legközelebb:
- Gare de Pont-Petit (Gare de Persan - Beaumont, Transilien H)
- Gare de Saint-Ouen-l'Aumône (Gare de Pontoise, Transilien H)